# Pigstar
Pigstar (ピッグ スター) é uma banda de J-Pop e J-Rock composta por quatro membros.
Suas músicas mais conhecidas são shoudou e kimi=hana. Ambas são aberturas da 1° e 2° temporada do anime Junjou Romantica, por isso são as mais conhecidas, elas falam de sentimentos e "caíram" perfeitamente no anime.